# Oberneuschönberg
Oberneuschönberg ist ein Ortsteil der sächsischen Stadt Olbernhau im Erzgebirgskreis. Ortsbildprägend ist die als Kulturdenkmal eingestufte Bergkirche.

## Geografie

### Lage
Oberneuschönberg liegt unmittelbar an der Staatsgrenze zu Tschechien, welche hier der Fluss Flöha markiert, etwa 3 Kilometer südöstlich des Zentrums von Olbernhau im Erzgebirge. Ein ausgedehntes Waldgebiet riegelt Oberneuschönberg gegenüber seinen unmittelbaren Nachbarn im Norden und Osten ab. Westlich des Ortes, bei der Saigerhütte Grünthal mündet die Natzschung, östlich die Schweinitz in die Flöha, jeweils von Süden zufließend. Aus nördlicher Richtung mündet im Ort der Tiefe Graben in die Flöha.
Durch die Ortslage führt die Staatsstraße 214 Olbernhau–Deutscheinsiedel, östlich der Ortslage zweigt von dieser die S 211 nach Bienenmühle ab.

### Nachbarorte
|          | Heidersdorf                                 | Niederseiffenbach |
| Grünthal | Kompassrose, die auf Nachbargemeinden zeigt |                   |
|          | Brandov (Brandau)                           | Hirschberg        |

## Geschichte

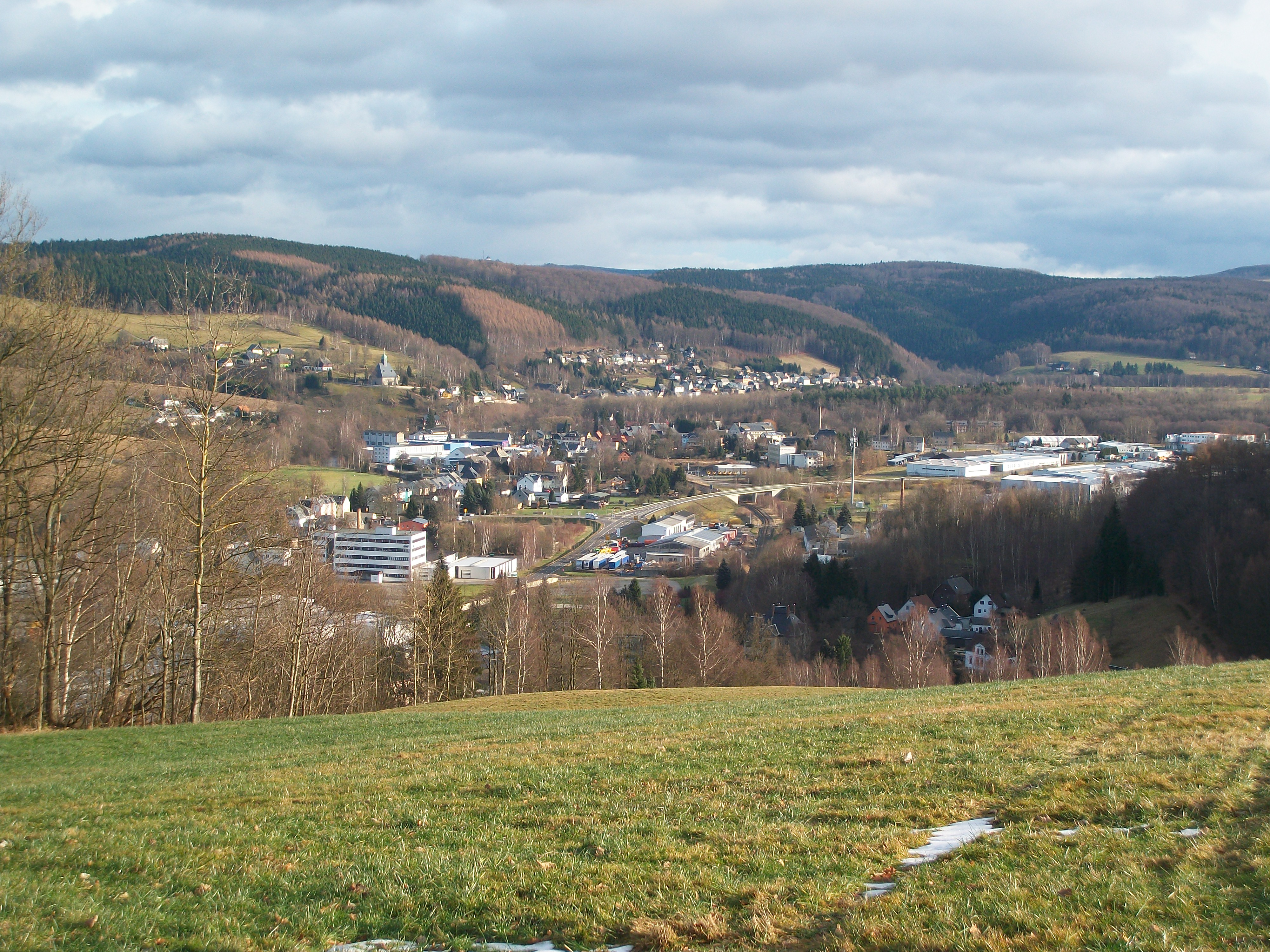
Olbernhau, Blick nach Grünthal und Oberneuschönberg

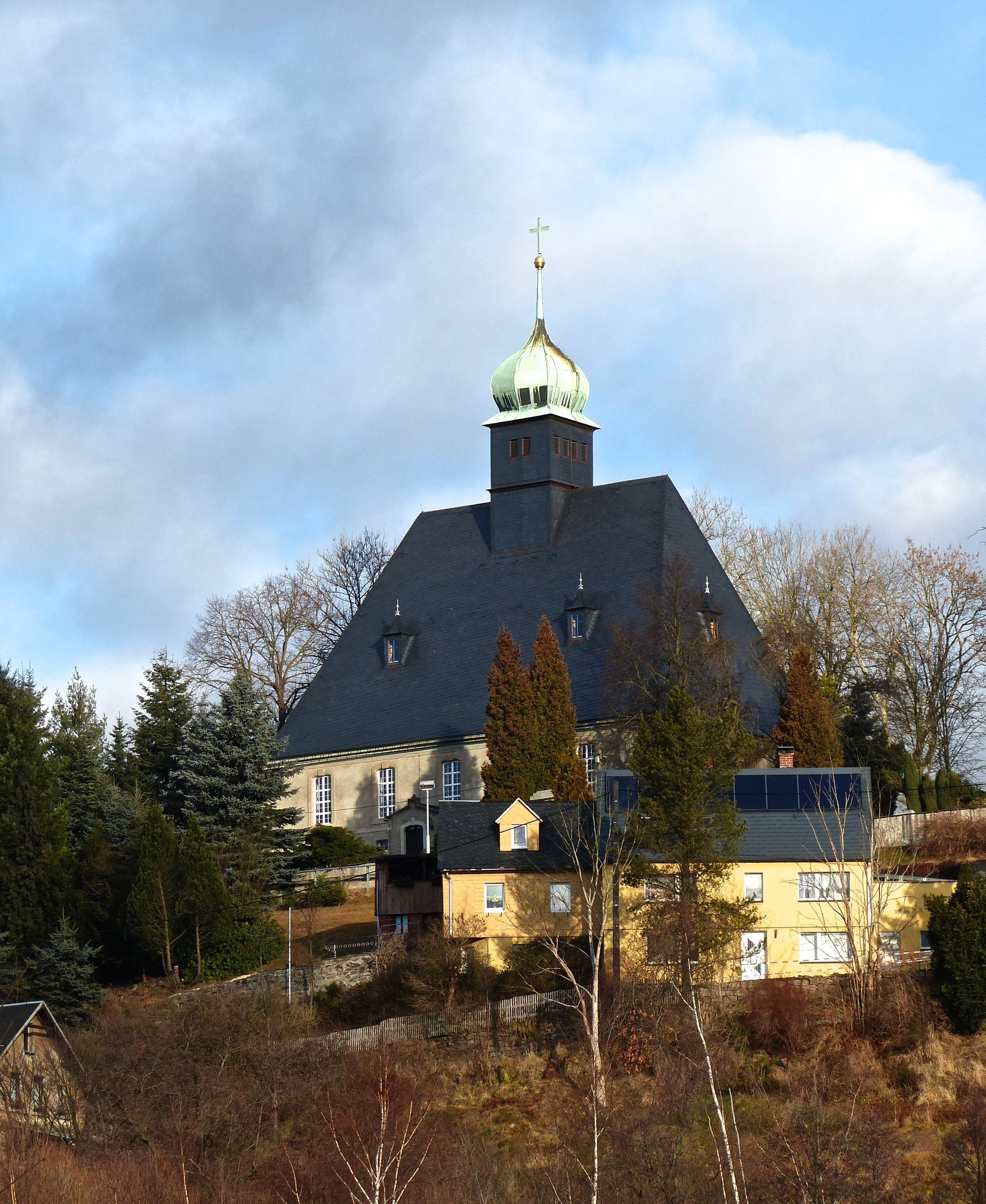
Blick zur Kirche

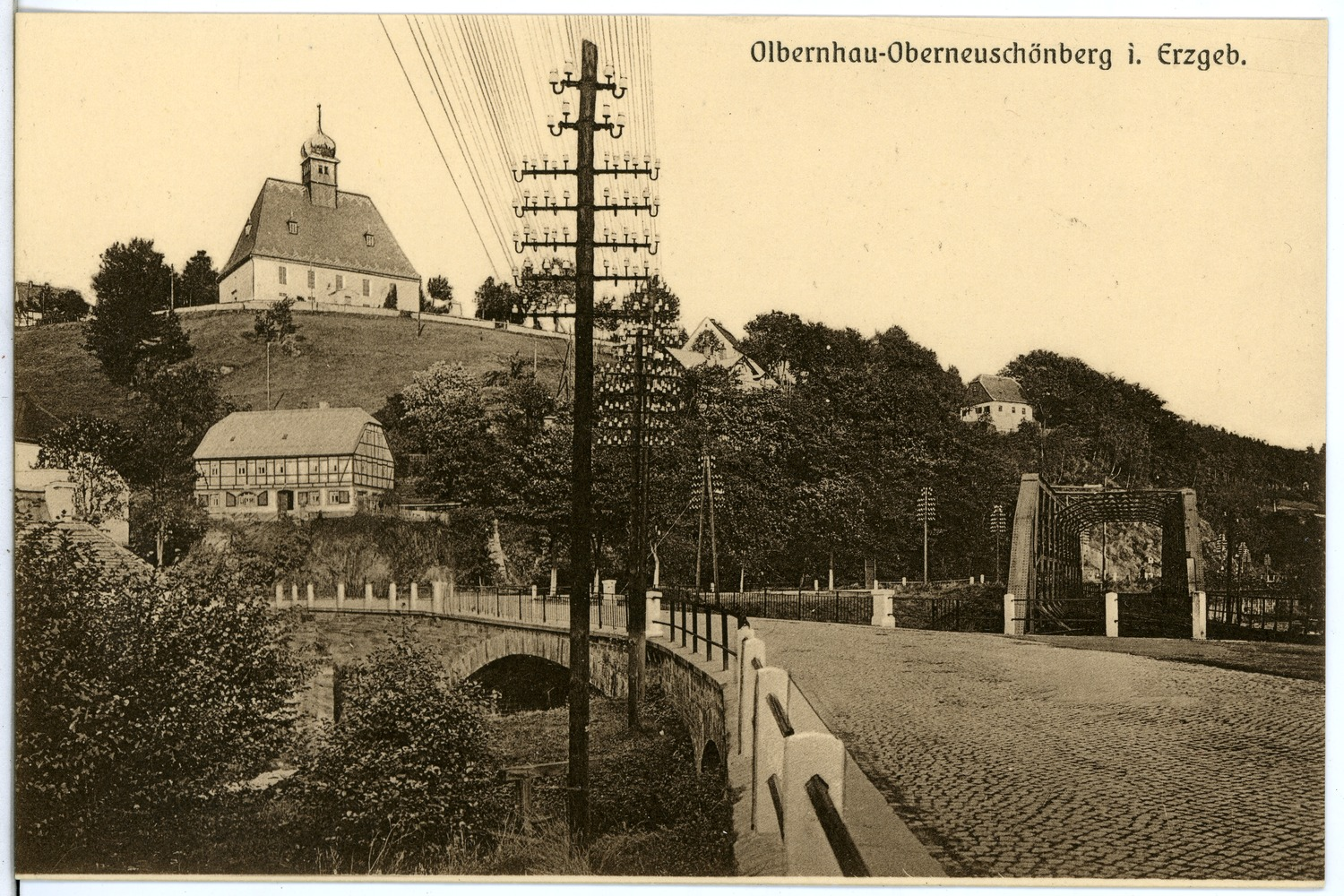
Blick zur Kirche (1928)

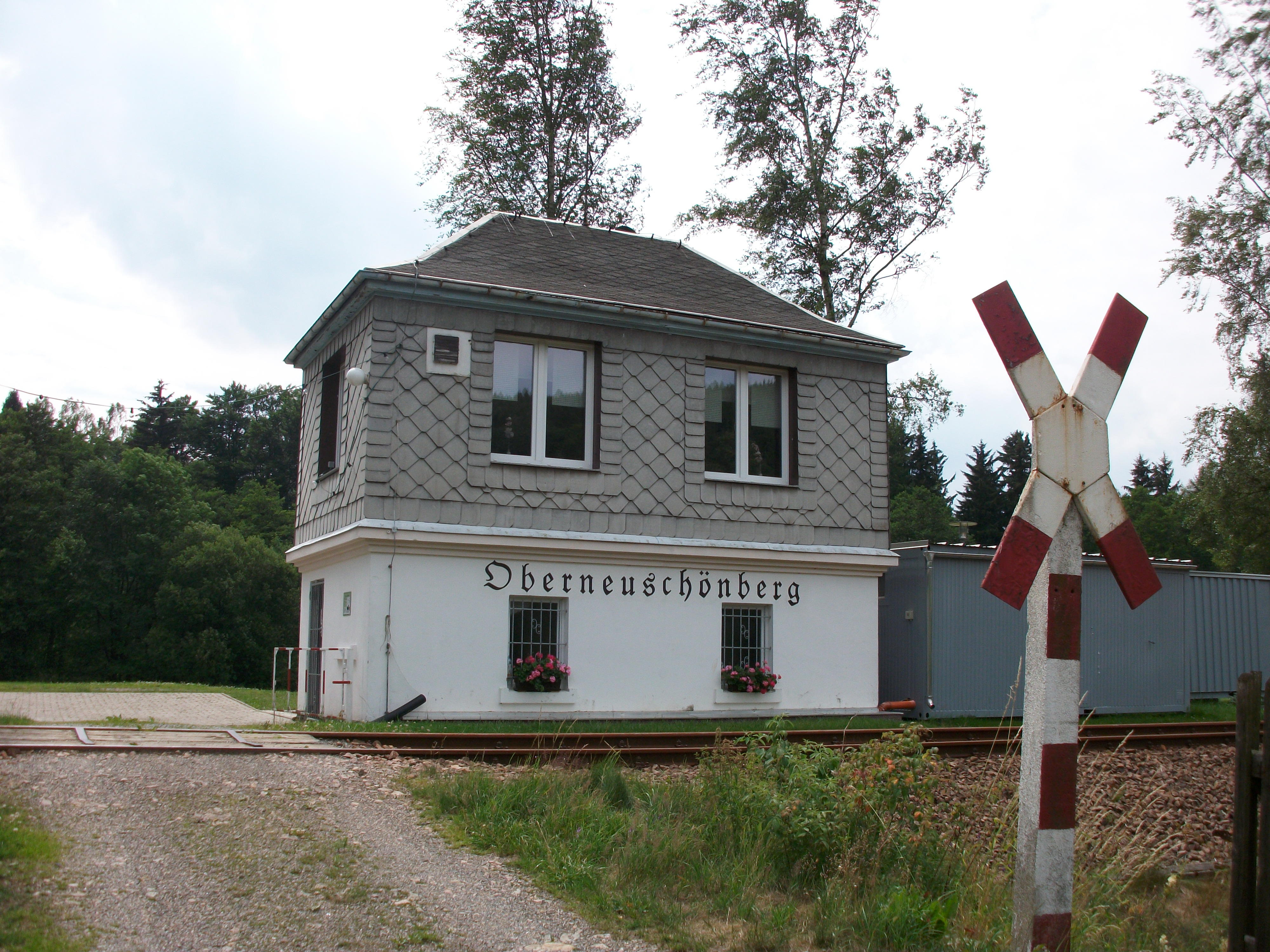
Abzw Neuschönberg, Vorderseite des Stellwerks Oberneuschönberg (2017)

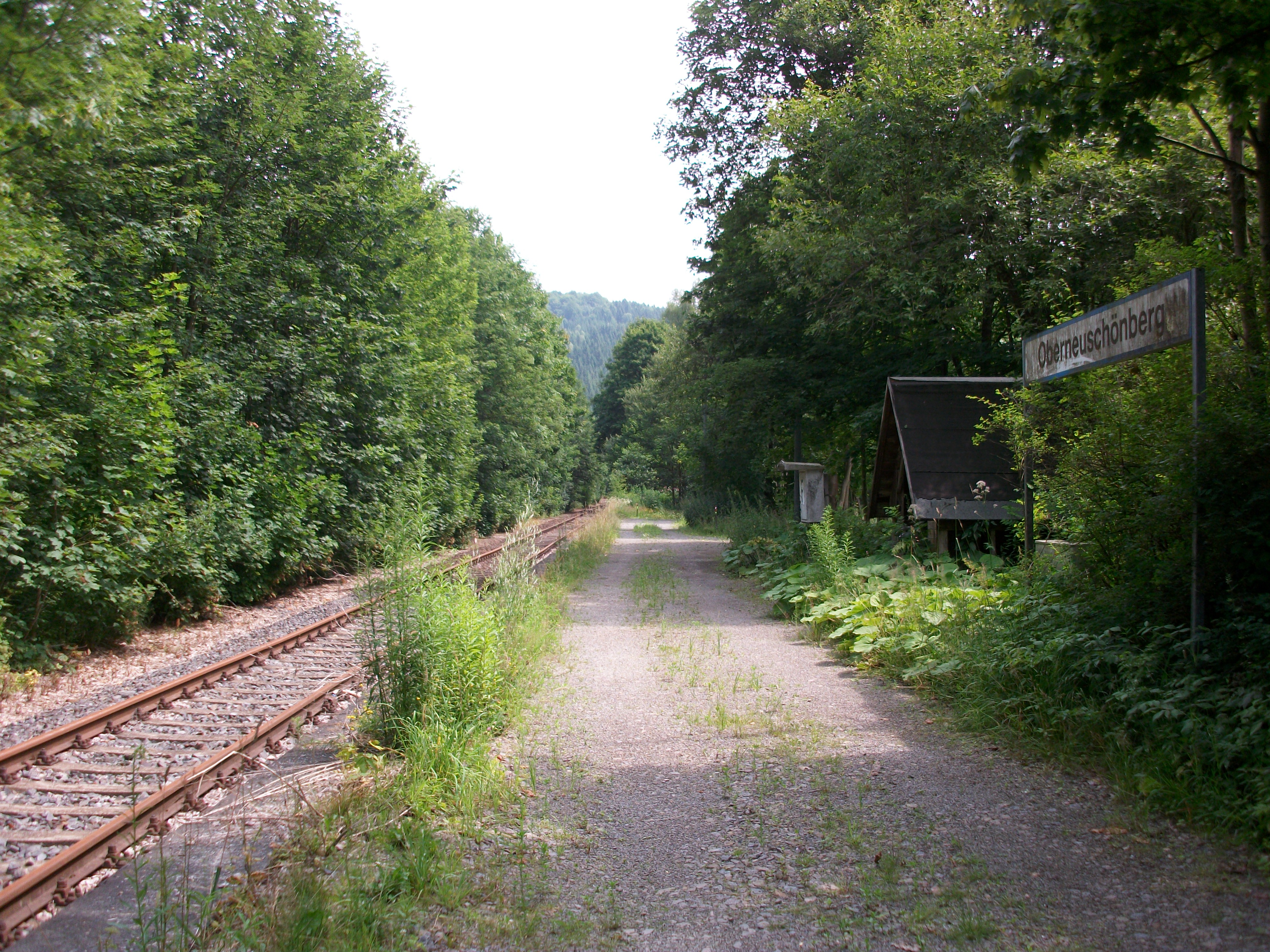
Haltepunkt Oberneuschönberg (2017)

Die erste urkundliche Erwähnung des Ortes datiert von 1696 als Neu-Schönberg, Ober Theil.
Durch Caspar von Schönberg auf Pfaffroda wurde 1651 Boden sowie Baumaterial für die Ansiedlung von acht böhmischen Exulantenfamilien aus der Herrschaft Dux bereitgestellt – 1658 zählte diese Siedlung bereits 28 Familien.
Anfänglich war der Ort nach Olbernhau gepfarrt, 1661 wurde eine hölzerne Kirche errichtet und Oberneuschönberg wurde Filialkirche der Parochie Dörnthal. Ebenfalls 1661 wurde ein Schulhaus errichtet, welches 1801 durch einen Neubau ersetzt wurde, letzteres erneut im Jahre 1881. Zwischen 1692 und 1694 wurde die hölzerne Kirche durch den heutigen Bau abgelöst.
August Schumann berichtet 1820 im Staatslexikon von Sachsen über Oberneuschönberg u. a.:

„Mit Sächs. Grünthal hängt Oberneuschönberg vollkommen zusammen, nicht nur durch die Flöhebrücke, sondern noch mehr durch den großen Kupferhammer, der rechts am Flusse, also genau genommen im Amte Freiburg liegt. Das Dorf hat in allen Theilen gegen 70 Häuser, und mehr als 400 Einwohner, welche aber sehr wenig Feld besitzen; gleichwohl zwingen sie ihren fast felssigen Bergen, denen man die Productionskraft kaum zutraut, sehr schönen Flachs, mittelmäßigen Hafer, und eine große Menge vortrefflicher Erdäpfel ab […]. Besonders zeichnet sich die hiesige Stellmacherei und Tischlerei aus […] auch ist ein Mechanicus hier, welcher gute Fernröhre, Mikroskope u. s. w. liefert; sodann ein geschickter Uhrmacher u. s. w.“

Mit dem Bau der Flöhatalbahn erhielt der Ort mit der Haltestelle Schweinitztal am 1. Oktober 1895 Eisenbahnanschluss. Am 15. Mai 1939 erhielt diese die Bezeichnung Oberneuschönberg. Am 10. Juni 2001 wurde der Personenverkehr auf dem Abschnitt Olbernhau-Grünthal–Neuhausen eingestellt. Zwischen 1927 und 1966 zweigte am Abzweig Neuschönberg zwischen den Stationen Olbernhau-Grünthal und Oberneuschönberg die Bahnstrecke Olbernhau-Grünthal–Deutschneudorf ab. Das Stellwerksgebäude ist bis heute vorhanden.
Zum 1. April 1939 wurden der Ortsteil Hirschberg mit Niederlochmühle Oberneuschönberg zugeordnet und der Oberneuschönberger Ortsteil Eisenzeche nach Heidersdorf umgegliedert.
Am 1. Juli 1950 wurde Oberneuschönberg nach Olbernhau eingemeindet.

## Entwicklung der Einwohnerzahl
| Jahr | Einwohnerzahl                |
| ---- | ---------------------------- |
| 1787 | 3 besessene Mann, 57 Häusler |
| 1834 | 530                          |
| 1871 | 692                          |
| 1890 | 906                          |

| Jahr | Einwohnerzahl |
| ---- | ------------- |
| 1910 | 1506          |
| 1925 | 1483          |
| 1939 | 1633          |
| 1946 | 1780          |

## Söhne und Töchter des Ortes
- Siegfried Jost Casper (1929–2021), Biologe und Fachautor
- Siegfried Bräuer (1930–2018), evangelischer Theologe und Historiker
- Helga Seidler (* 1949), Leichtathletin und Olympiasiegerin